# Криницына, Маргарита Васильевна
Маргари́та Васи́льевна Крини́цына (укр. Маргарита Василівна Криницина, 7 октября 1932, Новая Ляля, — 10 октября 2005, Киев) — советская и украинская актриса театра и кино. Народная артистка Украины (1996).

## Биография
Родилась 7 октября 1932 года в посёлке Новая Ляля Уральской области РСФСР (ныне город в Свердловской области России).
По окончании средней школы отправилась в Москву, где поступала во ВГИК и в Вахтанговское училище. Маргарита предпочла ВГИК. Учась на четвёртом курсе, вышла замуж за фронтовика, студента ВГИКа Евгения Оноприенко. Окончила институт в 1955 году.
Широкую известность получила после исполнения роли Прони Прокоповны в фильме «За двумя зайцами».
Одной из лучших театральных работ актрисы стала роль Аэлиты в спектакле «Женщина с цветком и окнами на север» в Театре-студии киноактёра в Киеве.
Дочь актрисы Алла Сурина (Криницына), как и отец, стала киносценаристкой и кинорежиссёром.
Скончалась 10 октября 2005 года. Похоронена на Байковом кладбище.

## Фильмография
1. 1955 — Вольница — Елена
2. 1955 — Доброе утро — девушка на танцевальном вечере, продавщица мороженого
3. 1957 — Случай на шахте восемь — официантка
4. 1957 — Гори, моя звезда — Маша
5. 1958 — Обгоняющая ветер — Катерина
6. 1958 — Киевлянка — Дуня, дочь Якова
7. 1960 — Катя-Катюша — Эльвира
8. 1960 — Грозные ночи — хозяйка
9. 1961 — За двумя зайцами — Проня Прокоповна
10. 1962 — Звёздочка
11. 1963 — Стёжки-дорожки — самогонщица (эпизод)
12. 1964 — Рогатый бастион — Клава, соседка
13. 1965 — Нет неизвестных солдат — женщина, копавшая оборонный ров
14. 1967 — Свадьба в Малиновке — Рыжая
15. 1967 — Цыган — Стеша
16. 1968 — На Киевском направлении — участница ополчения
17. 1968 — Большие хлопоты из-за маленького мальчика — мама Алёши
18. 1969 — Варькина земля — Лузанка
19. 1969 — Адъютант его превосходительства — дама на лестнице, которую Мирон Осадчий расспрашивает про адвоката Гриценко (озвучила Антонина Кончакова)
20. 1970 — Меж высоких хлебов — Тодоска
21. 1970 — Смотреть в глаза
22. 1970 — Сады Семирамиды — Клавдия
23. 1971 — Бумбараш — жена Мелания
24. 1971 — Инспектор уголовного розыска — Екатерина Фёдоровна
25. 1973 — Нейлон 100 % — сельская продавщица (в титрах: Маргарита Криницина)
26. 1973 — Чёрный капитан — монашка
27. 1973 — Не пройдёт и года... — Прасковья Архиповна, жена Терентия Лымаря
28. 1973 — Старая крепость — мать Петьки
29. 1974 — Юркины рассветы — Марья Борисовна, мать Пети Виноградского
30. 1974 — Рождённая революцией — свидетельница Анисья Ивановна
31. 1975 — Красный петух Плимутрок — Тося Дементьева, бабушка
32. 1975 — Смотреть в глаза… — Досиця
33. 1976 — Дни Турбиных — Ванда, жена Лисовича
34. 1976 — Такая она, игра — Маша, председатель профкома авиазавода
35. 1976 — Эквилибрист — дежурная в цирке (в титрах не указана)
36. 1977 — Родные — Татьяна Денисовна Рязанцева
37. 1977 — Перед экзаменом — тётя Женя, дворник
38. 1977 — На короткой волне — комендантша
39. 1977 — Сапоги всмятку — женщина в красном платке
40. 1978 — Предвещает победу — Александра Безродная
41. 1978 — Дипломаты поневоле — Ольга
42. 1978 — Жнецы — Одарка
43. 1979 — Соседи — Вера Петровна
44. 1981 — Старые письма — соседка Нюры
45. 1979 — Поездка через город — Фёдорова, продавщица
46. 1979 — Дачная поездка сержанта Цыбули — тётка Ефросинья
47. 1982 — Женские радости и печали — главврач
48. 1982 — Если враг не сдаётся… — жена полицая
49. 1983 — Зелёный фургон — конвоир
50. 1983 — Дело для настоящих мужчин — дежурная в приёмном отделении роддома
51. 1983 — Экипаж машины боевой — тётя Паша, медсестра
52. 1983 — Счастье Никифора Бубнова — гадалка с попугаем
53. 1983 — Миргород и его обитатели — Горпина, прислуга Ивана Никифоровича
54. 1984 — Если можешь, прости… — эпизод
55. 1985 — Чужой звонок — контролёр в кинотеатре
56. 1986 — Мы веселы, счастливы, талантливы! — Горшкова
57. 1986 — 1987 — К расследованию приступить — Белова
58. 1986 — Одинокая женщина желает познакомиться — заведующая ателье (начальница Клавдии)
59. 1987 — И завтра жить
60. 1988 — Мудромер — директор Дома моделей
61. 1988 — Театральный сезон — судебный исполнитель
62. 1988 — Грешник — работница завода
63. 1989 — Работа над ошибками — учительница
64. 1989 — Часовщик и курица — Евдокия
65. 1990 — Распад
66. 1990 — Допинг для ангелов
67. 1990 — Сэнит зон — тётя с пирожками
68. 1990 — Имитатор — председатель худсовета
69. 1991 — Тысяча долларов в одну сторону
70. 1991 — Медовый месяц
71. 1993 — Здешние — дама
72. 1993 — Русский регтайм — женщина из Жмеринки
73. 1993 — Стамбульский транзит
74. 1994 — Амур и демон
75. 1995 — Будем жить — тёща Максима
76. 1996 — Возвращение «Броненосца» — мужеподобная
77. 1997 — Святое семейство

## Награды
- Заслуженная актриса УССР (1978)
- Народная артистка Украины (1996)[3]
- Лауреат Государственной премии Украины имени А. Довженко (1999; за роль Прони Прокоповны в х/ф «За двумя зайцами»)
- Лауреат Специального приза кинофестиваля «Стожары» за вклад в украинское кино (1999)
- Кавалер ордена княгини Ольги III степени за весомый личный вклад в развитие национального киноискусства, творческие достижения и высокий профессионализм (2002)[4]